# Pandemia de COVID-19 em Dominica
Este artigo documenta os impactos da pandemia de coronavírus de 2020 em Dominica pode não incluir todas as principais respostas e medidas contemporâneas.

## Linha do tempo
Em 22 de março, o primeiro caso de COVID-19 em Dominica foi confirmado, tratando-se de um homem de 54 anos de idade que havia voltado do Reino Unido.